# Amylosporomyces echinosporus
Amylosporomyces echinosporus är en svampart som beskrevs av S.S. Rattan 1977. Amylosporomyces echinosporus ingår i släktet Amylosporomyces och familjen Stereaceae.   Inga underarter finns listade i Catalogue of Life.